# بوده، الجزایر
بوده، الجزیره (به عربی: بودة) یک شهرداری در الجزایر است که در ناحیه ادرار واقع شده‌است. بوده ۹٬۹۳۸ نفر جمعیت دارد و ۲۴۳ متر بالاتر از سطح دریا واقع شده‌است.